# Isola di Killiniq
L'isola di Killiniq è un'isola situata presso la costa nord-orientale del Canada (60° 24' N, 64° 37' W), all'estremo nord della penisola del Labrador, tra la baia di Ungava e lo stretto di Davis.
L'isola ha una superficie di 269 km² ed è attraversata dall'unica frontiera terrestre tra il territorio Nunavut e la provincia di Terranova e Labrador. La frontiera con il Québec corre lungo la costa dell'isola.
Sul lato Nunavut dell'isola si trovano i resti di una località chiamata Killiniq (precedentemente nota come Port Burwell) che tra il 1884 e gli anni quaranta del XX secolo ebbe una certa rilevanza come scalo commerciale artico e stazione meteorologica. L'insediamento era abitato da un gruppo di inuit della comunità Taqpangajuk, i quali si costituirono, nel 1959, in una cooperativa.
La comunità venne riconosciuta dal governo canadese, nel 1975, con il James Bay and Northern Quebec Agreement (Convenzione di James Bay e Québec Settentrionale), ma, nonostante i termini della convenzione, gli inuit dell'isola non ricevettero alcun supporto economico e dovettero emigrare per il deterioramento delle condizioni di vita nell'isola. Gli ultimi quarantanove abitanti abbandonarono, nel 1978, l'insediamento che, negli anni successivi, venne completamente demolito.